# Кипрей мелкоцветковый
Кипрей мелкоцветковый, или Кипрей мелкоцветный, или Кипрей бедноцветковый (лат. Epilobium parviflorum) — многолетнее травянистое растение, вид рода Кипрей (Epilobium) семейства Кипрейные (Onagraceae).
По классификации, использованной в издании Флора СССР 1949 г., относится к группе кипреев с четырехлопастным рыльцем (секция Schizostigma), подгруппе Montana, отличающейся опушением всего растения мелкими серповидными прижатыми волосками.

## Ботаническое описание
Многолетнее травянистое растение.

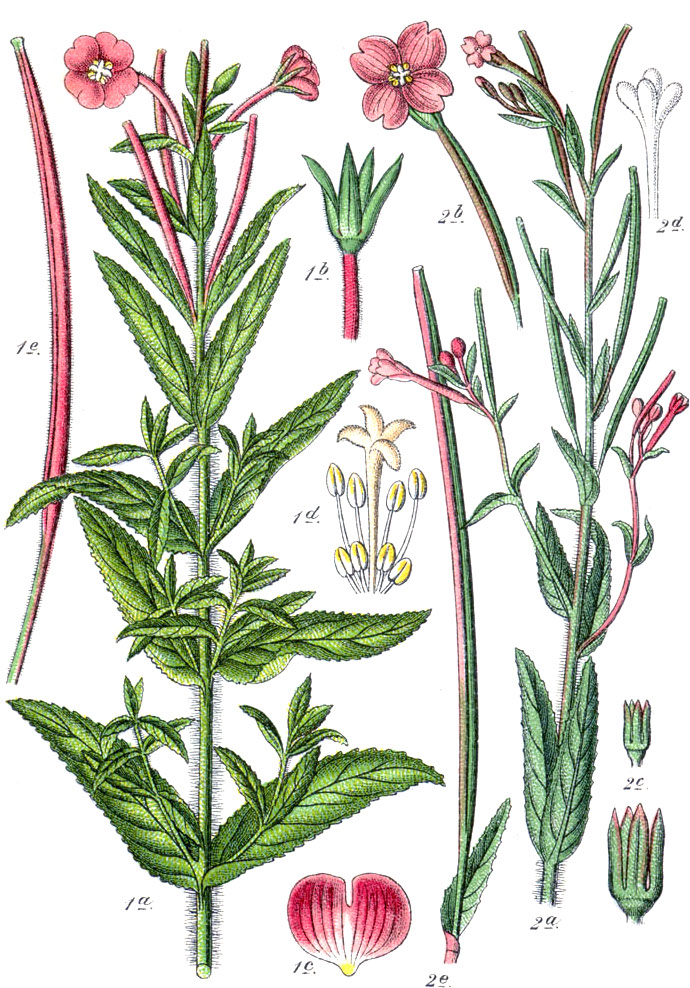
Кипрей мелкоцветковый.

Стебель до 1 м высотой, от простого до сильно ветвистого, прямостоячий или иногда приподнимающийся у самого основания. Покрыт, как и все растение, редкими (иногда густыми) булавовидными и мягкими отстоящими шиловидными волосками. У основания стебля осенью образуются короткие побеги с розетками листьев, либо зачатки побегов (неразвернувшиеся розетки листьев).
Листья опушенные, с редкими зубчиками, до 10 см длиной, до 3 см шириной. Форма от продолговато-яйцевидной и яйцевидно-эллиптической до узко-ланцетной. Нижние листья на коротких крылатых черешках, часто супротивные, средние и верхние — сидячие, редко с малозаметным черешком, очерёдные.
Бутоны округло-яйцевидные, туповатые, реже заостренные с длинным, отстоящим простым железистым опушением. Цветки5-10 мм длиной. Чашечка 4-6 мм длиной. Лепестки светлорозовой окраски, 8 мм длиной, выемчатые, до полутора раз длиннее чашечки. Рыльце четырехлопастное с лопастями 1-2 мм длиной.
Коробочка опушенная, до 8 см длиной на очень короткой плодоножке. Семена коричнево-черные, обратнояйцевидные, на верхушке округлые, на нижнем конце туповатые, густо покрытые сосочками, 1 × 0,5 мм.

## Распространение и экология
Ареал распространения охватывает Скандинавию, Среднюю и Атлантическую Европу, Средиземноморский регион, Балканы, Малую Азию, Иран, Индийско-Гималайский регион.
В России спорадически встречается на европейской части (кроме Крайнего Севера) и на Кавказе.
Произрастает по болотистым местам, около канав, водоемов, на сырых заторфованных лугах, по ключевым и черноольховым болотам, влажным местах у дорог.
Хромосомное число 2n = 36.

## Классификация

### Таксономическое положение
- Epilobium parviflorum (Schreb.) Schreb., 1771, Spic. Fl. Lips. : 155

Вид Кипрей мелкоцветковый входит в род Кипрей (Epilobium) семейства Кипрейные (Onagraceae) порядка Миртоцветные (Myrtales) последовательно входящий в клады Мальвиды → Розиды → Суперрозиды → Эвдикоты → Цветковые растения. Таксономическая схема в соответствии с Системой APG IV по состоянию на декабрь 2023 года:
|  |                          |  |                                   |                                   |                     |  | еще 8 семейств | еще 8 семейств |                           |  |  |  | еще 261 подтвержденный вид и 147 таксонов в статусе "неподтвержденных" |
|  |                          |  |                                   |                                   |                     |  | еще 8 семейств | еще 8 семейств |                           |  |  |  | еще 261 подтвержденный вид и 147 таксонов в статусе "неподтвержденных" |
|  |                          |  |                                   | порядок Миртоцветные              |                     |  |                |                | род Кипрей                |  |  |  |                                                                        |
|  |                          |  |                                   | порядок Миртоцветные              |                     |  |                |                | род Кипрей                |  |  |  |                                                                        |
|  | клада Цветковые растения |  |                                   |                                   | семейство Кипрейные |  |                |                | вид Кипрей мелкоцветковый |  |  |  |                                                                        |
|  | клада Цветковые растения |  |                                   |                                   | семейство Кипрейные |  |                |                |                           |  |  |  |                                                                        |
|  |                          |  | ещё 63 порядка цветковых растений | ещё 63 порядка цветковых растений |                     |  |                | еще 21 род     | еще 21 род                |  |  |  |                                                                        |
|  |                          |  |                                   | ещё 63 порядка цветковых растений |                     |  |                |                | еще 21 род                |  |  |  |                                                                        |

### Синонимы
- Chamaenerion parviflorum Schreb.
- Chamaenerion pubescens Moench
- Epilobium caballeroi Pau
- Epilobium cordatum Biv.
- Epilobium foliosum Heynh.
- Epilobium menthoides Boiss. & Heldr.
- Epilobium molle Lam.
- Epilobium mollissimum Schur
- Epilobium neutrum Pall. ex Hausskn.
- Epilobium numidicum Batt.
- Epilobium palustre Willd.
- Epilobium parviflorum var. lanuginosum Sennen
- Epilobium parviflorum var. numidicum Batt.
- Epilobium parviflorum var. vestitum Benth. ex C.B.Clarke
- Epilobium pubescens Roth
- Epilobium rivulare Hegetschw.
- Epilobium tauschii Knaf ex Hausskn.
- Epilobium umbrosum Dumort.
- Epilobium uralense Hort.Petrop. ex Hausskn.
- Epilobium villosum Curtis